# Mystery Lane – Londoni rejtélyek
A Mystery Lane – Londoni rejtélyek (eredeti cím: Mystery Lane) 2022-től futó francia 3D-s animációs kalandsorozat, amelyet Josselin Charier és Antoine Rodelet alkotott és írt, társirója Elisa Rodelet.
A sorozatot Franciaországban 2023. augusztus 30-án a France 4 rajzfilmblokkja az Okoo, míg Magyarországon 2024. október 22-én az M2, három nappal később, a Minimax mutatta be október 25-én.

## Cselekmény
Londonban furcsa események történnek, és úgy tűnik, csak egyetlen állat képes megfejteni ezeket a rejtélyeket: Lángész, egy kivételes tehetségű hörcsögnyomozó. A Lexington környéki kisállatbolt egyik kis szobájában található, és a megfigyelő tévedhetetlen érzékéről és megállíthatatlan logikájáról ismert. Amikor a nyomozás veszedelmessé válik, Lángész számíthat testvérére Tesóra, aki impulzív, de bátor, mindig kész kockázatos helyzetekbe vetni magát. Együtt bonyolult rejtvényekkel néznek szembe, amelyek még a Scotland Yardot is elkerülik. Vajon sikerül megoldaniuk ezeket a rejtélyes eseteket?

## Szereplők
| Szereplő              | Eredeti hang      | Magyar hang                               |
| --------------------- | ----------------- | ----------------------------------------- |
| Lángész               | Kaycie Chase      | Csifó Dorina                              |
| Tesó                  | Kaycie Chase      | Holló-Zsadányi Norman                     |
| McSzimat              | Guillaume Orsat   | Borbiczki Ferenc                          |
| Atlas, a gonosz lovag | Martial Le Minoux | Dányi Krisztián                           |
| Brian                 | Martial Le Minoux | Baradlay Viktor                           |
| Travis                | Martial Le Minoux | Dózsa Zoltán                              |
| Alfréd                | Martial Le Minoux | ?                                         |
| Vulkán                | Martial Le Minoux | Megyeri János                             |
| Kisfekete             | Benoît Du Pac     | Czető Roland                              |
| Paxton                | Benoît Du Pac     | ?                                         |
| Basil                 | Benoît Du Pac     | Fekete Zoltán                             |
| Bartock               | Benoît Du Pac     | Kapácsy Miklós                            |
| Villám                | Benoît Du Pac     | Hamvas Dániel                             |
| Hurok                 | Benoît Du Pac     | Baráth István                             |
| Lloyd                 | Jérémy Prévost    | ?                                         |
| Hermész               | Jérémy Prévost    | ?                                         |
| Vroom                 | Jérémy Prévost    | ?                                         |
| Prudence              | Barbara Tissier   | Orosz Helga                               |
| Hópihe                | Barbara Tissier   | Szabó Luca                                |
| Athéna                | Barbara Tissier   | Rátonyi Hajni                             |
| Vénusz                | Barbara Tissier   | Kardos Eszter (1x07) Laudon Andrea (1x15) |
| Anasztázia            | Barbara Tissier   | Kiss Erika                                |
| Morci                 | ?                 | Markovics Tamás                           |
| Artemis               | ?                 | Hermann Lilla                             |
| Mimi                  | ?                 | Hermann Lilla                             |
| Champollion           | ?                 | Szokol Péter                              |
| Didszeridu            | ?                 | Szokol Péter                              |
| Süti                  | ?                 | Vadász Bea                                |
| Uram                  | ?                 | Posta Victor                              |
| Warragul              | ?                 | Fehérváry Márton                          |
| Főnök                 | ?                 | Faragó András                             |
| Góliát                | ?                 | Papucsek Vilmos                           |
| álRobin               | ?                 | Papucsek Vilmos                           |
| Kobold                | ?                 | Rostás Ábel                               |
| Benny                 | ?                 | Gacsal Ádám                               |
| Higany                | ?                 | Crespo Rodrigo                            |
| Tyron                 | ?                 | Seder Gábor                               |
| Ana                   | ?                 | Törtei Tünde                              |
| C ügynök              | ?                 | Bogdányi Titanilla                        |
| Angus                 | ?                 | Szatmári Attila                           |
| Burkus                | ?                 | Háda János                                |

### Magyar változat
A szinkront az MTVA megbízásából a Direct Dub Studios készítette.
- Bemondó: Bordi András

- Magyar szöveg: Vajda Evelin
- Szinkronrendező: Joó Gábor
- További magyar hangok: Orbán Gábor, Kossuth Gábor, Zöld Csaba, Tóth Roland, Háda János, Bodor Böbe, Dózsa Zoltán, Faragó András, Papucsek Vilmos

## Epizódok

### 1. évad (2022-2023)
1. A láthatatlan tolvaj
2. A gonosz lovag
3. Egy üres ketrec a Wimbledon stadionban
4. A katakombák kincse
5. A templomos lovagok titka
6. A hippokampusz projekt
7. A polip csapda
8. Szervál a Themze mellett
9. A legyőzhetetlen ellenfél
10. A gyémánttolvaj törpe
11. Az óriás hangya támadása
12. Warragul visszatér
13. A farkasember bosszúja
14. Memóriazavar
15. A titkos horda
16. A Lexingtoni vámpír
17. A kísértetjárta madárház
18. A Lexington sikátorbeli híd titka
19. Az állatok ravaszdi Robinja
20. A találós kérdés gyáros
21. A Csócsáló
22. A villámlás mestere
23. A tűzszemű lény
24. A Linford Street fantomja
25. Kém a Buckingham palotában
26. Az Ügy

### Különkiadás (2024)
- Mystery Lane – Karácsonyi rejtélyek

## Díjak
2023. február 14-én a Mystery Lane egyike volt annak az 5 eredeti ifjúsági sorozatnak, amely az AGrAF (A francia animáció szerzői csoportosított szerzői) „Coup de coeur” 3. kiadásáért versengett. A sorozat nem nyerte el a díjat, amit végül a Rúnák című  sorozat kapta meg.
2023. június 8-án a Mystery Lane elnyerte a Pulcinella-díjat a legjobb gyerekeknek szóló tévésorozat (7-11 évesek) kategóriában, Olaszországban.